# Getting Nowhere
Getting Nowhere is een single van de elektronische muziekgroep Magnetic Man en Amerikaanse zanger John Legend.

## Tracklist
| Nr. | Titel                                                              | Duur |
| --- | ------------------------------------------------------------------ | ---- |
| 1.  | Getting Nowhere ft. John Legend                                    | 4:30 |
| 2.  | Getting Nowhere ft. John Legend (Skream Remix)                     | 4:52 |
| 3.  | Getting Nowhere ft. John Legend (Breakage As Hard As We Try Remix) | 4:41 |
| 4.  | Getting Nowhere ft. John Legend (Yoruba Soul Mix)                  | 7:29 |
| 5.  | Getting Nowhere ft. John Legend (Music Version)                    | 3:47 |